# 삼성 갤럭시 북 고

## 디자인
| 갤럭시 북3 |      |
| 색상       | 이름 |
|            | 실버 |